# Oxana Jvostenko
Oxana Yurivna Jvostenko –en ucraniano, Оксана Юріївна Хвостенко– (Chernígov, 27 de noviembre de 1977) es una deportista ucraniana que compitió en biatlón.
Ganó cuatro medallas en el Campeonato Mundial de Biatlón entre los años 2003 y 2008, y seis medallas en el Campeonato Europeo de Biatlón entre los años 1999 y 2008.

## Palmarés internacional
| Campeonato Mundial | Campeonato Mundial           | Campeonato Mundial | Campeonato Mundial |
| Año                | Lugar                        | Medalla            | Prueba             |
| ------------------ | ---------------------------- | ------------------ | ------------------ |
| 2003               | Janty-Mansisk (Rusia)        | Medalla de plata   | Relevos            |
| 2008               | Östersund (Suecia)           | Medalla de plata   | Relevos            |
| 2008               | Östersund (Suecia)           | Medalla de bronce  | Velocidad          |
| 2008               | Östersund (Suecia)           | Medalla de bronce  | Individual         |
| Campeonato Europeo |                              |                    |                    |
| Año                | Lugar                        | Medalla            | Prueba             |
| 1999               | Izhevsk (Rusia)              | Medalla de bronce  | Velocidad          |
| 2001               | Haute-Maurienne (Francia)    | Medalla de bronce  | Relevos            |
| 2002               | Kontiolahti (Finlandia)      | Medalla de bronce  | Relevos            |
| 2005               | Novosibirsk (Rusia)          | Medalla de oro     | Persecución        |
| 2005               | Novosibirsk (Rusia)          | Medalla de plata   | Relevos            |
| 2008               | Nové Město (República Checa) | Medalla de oro     | Relevos            |